# 2MASX J09133888-1019196
2MASX J09133888-1019196 هو اصطدام مجري، يقع في كوكبة الشجاع.

## روابط خارجية
- 2MASX J09133888-1019196 على موقع ويكي سكاي: DSS2, SDSS, GALEX, IRAS, Hydrogen α, X-Ray, Astrophoto, Sky Map, Articles and images